# Tibor Weiss
Tibor Weiss [tybor vajs] (22. října 1930 – červen 1994) byl slovenský fotbalový útočník. Profesně se věnoval stomatologii.

## Hráčská kariéra
V československé lize hrál za Dynamo ČSD Košice a Tatran Prešov, vstřelil čtyři prvoligové branky.

### Prvoligová bilance
| Ročník             | Zápasy | Góly | Minuty | Klub              |
| ------------------ | ------ | ---- | ------ | ----------------- |
| I. liga 1949       | –      | 1    | –      | Dynamo ČSD Košice |
| I. liga 1952       | –      | 3    | –      | Dynamo ČSD Košice |
| I. liga 1954       | 1      | 0    | –      | Tatran Prešov     |
| CELKEM I. ČS. LIGA | –      | 4    | –      |                   |